# Zeitpyramide

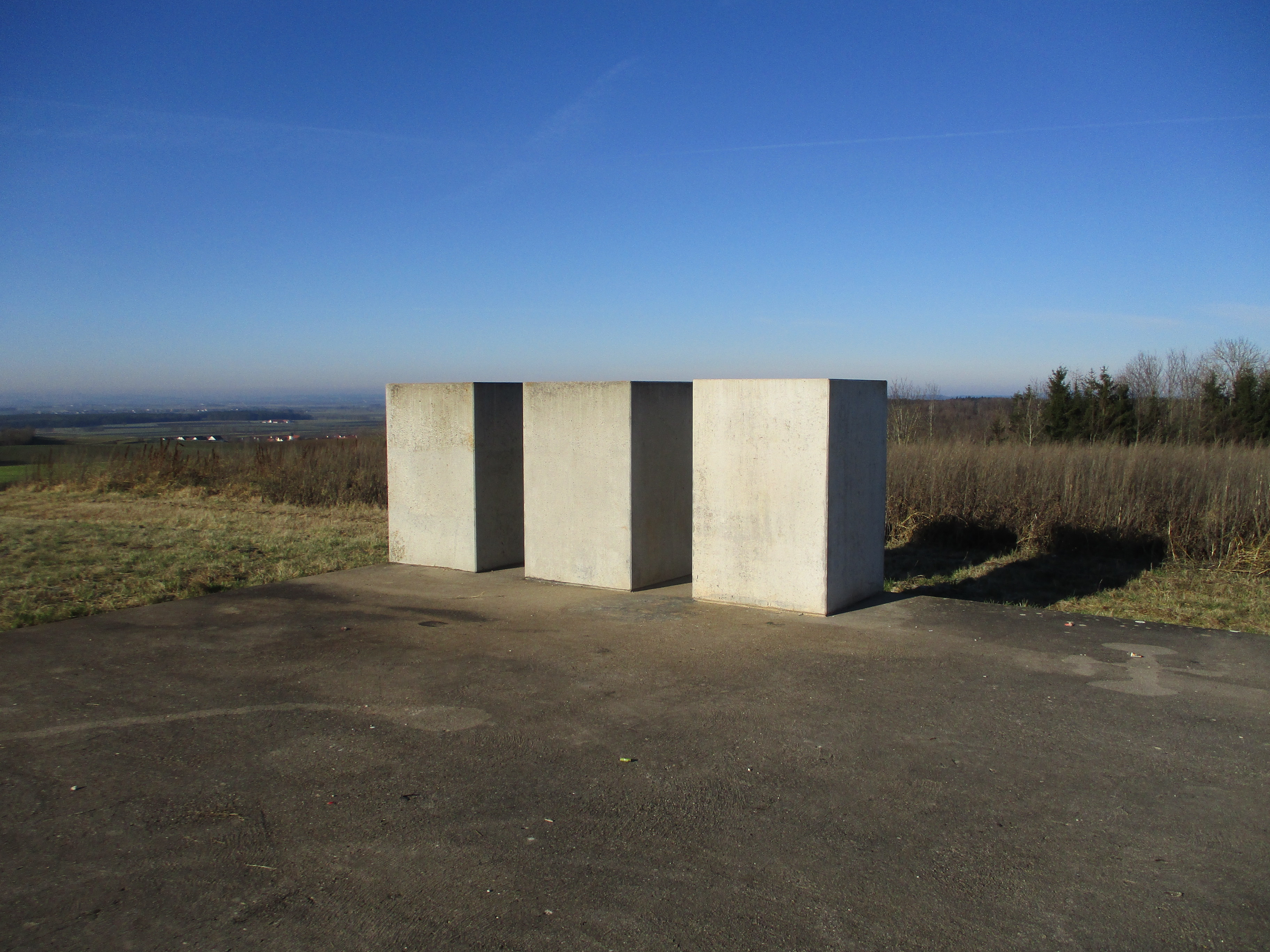
Zeitpyramide în decembrie 2019

Zeitpyramide (din germană „Piramida timpului”) este o operă de artă publică⁠(d) concepută de Manfred Laber, în stil brutalist, care se află în construcție în orașul Wemding, Germania. Construcția piramidei a demarat în 1993, când se împlineau 1.200 de ani de la fondarea orașului. La fiecare zece ani este adăugat câte un bloc, astfel încât structura finală, formată din 120 de blocuri, să fie finalizată în 3183.

## Concept
Prima atestare a orașului Wemding datează din anul 793; în 1993 s-au împlinit 1.200 de ani de la acea dată. Zeitpyramide a fost concepută de Manfred Laber, un artist neaoș, în iunie 1993, pentru a marca această perioadă de 1.200 de ani și pentru a oferi oamenilor o idee despre ce înseamnă cu adevărat intervalul dat.
Conform planului construcției, la fiecare zece ani urmează să fie instalat câte un bloc, pe parcursul a 1.190 de ani. Această durată include și blocul inițial, plasat la începutul proiectului, ceea ce explică eroarea off-by-one⁠(d) care cauzează finalizarea proiectului cu zece ani mai devreme decât aniversarea de 2.400 de ani. Până în prezent, blocurile au fost toate din beton, dar în viitor materialul blocurilor poate fi altul, în funcție de disponibilitatea materialelor utilizate de generațiile viitoare.

### Autor
Manfred Laber s-a născut la Wemding la 5 mai 1932 și a studiat pictura la Universitatea de arte frumoase din Berlin în anii 1950. Câteva lucrări de artă ale sale sunt expuse permanent în Spania pe Isla San Antonio și în Alcanar⁠(d), cât și în Franța în Mormoiron. A murit la Wemding la 17 august 2018, la vârsta de 86 de ani.

## Construcție

Proiecție axonometrică a designului

Piramida timpului este situată pe o platformă de beton, turnată pe un vârf de deal, Robertshöhe, la marginea de nord a localității Wemding. Primul bloc a fost plasat în octombrie 1993. Al patrulea și cel mai recent bloc (în 2024), cântărind 6,5 tone, a fost plasat la ora 15:06 la 9 septembrie 2023. Conform planului de construcție, al cincilea bloc va fi amplasat în 2033.
Finanțarea proiectului provine în mare parte din donații ale companiilor locale. Proiectul este administrat de o fundație cu sediul în Wemding.

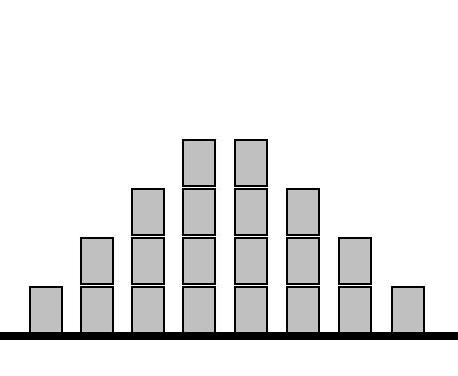
Profilul (vedere laterală) al designului finalizat

Un model al lucrării finale este expus la Wemding, în „Casa de oaspeți” (Haus des Gastes). Dacă construcția monumentului va decurge conform planului, aceasta va avea loc în patru etape:
- Nivelul de bază, măsurând 13,8 x 13,8 metri, va consta din 64 de blocuri dispuse pe 8 rânduri și 8 coloane și va fi finalizat în 2623.
- Al doilea nivel va fi format din 36 de blocuri, 6 pe 6, finalizat în 2983. Acesta este primul nivel care necesită plasarea unui bloc deasupra altuia.
- Al treilea nivel va fi format din 16 blocuri aranjate într-o matrice 4 pe 4; anul finalizării va fi 3143.
- Ultimul, cel de-al patrulea nivel, va fi format din 4 blocuri, dispuse 2 câte 2. La data instalării ultimului bloc, construcția va fi durat cu un deceniu mai puțin decât vârsta pe care o avea Wemding la demararea procesului.

La data finalizării construcției, în anul 3183, piramida este planificat să fie formată din 120 de blocuri din material durabil, fiecare măsurând 1,2 m lungime, 1,2 m lățime și 1,8 m înălțime. Distanța dintre fiecare două blocuri adiacente este de o jumătate de bloc, adică 0,6 m.
| Numărul blocului | Data plasării                         | Nivelul           | Note | Imagine |
| ---------------- | ------------------------------------- | ----------------- | --- | ------- |
| –                | între iulie 1993 și 23 octombrie 1993 | -                 | Turnarea suportului de beton al Zeitpyramide. Materialele de construcție utilizate au fost donate de companii locale la începutul anului 1993. |         |
| 1                | 23 octombrie 1993                     | Primul nivel      | Primul bloc amplasat și singurul amplasat în secolul al XX-lea.                                                                                |         |
| 2                | 15:58, 6 septembrie 2003              | Primul nivel      | Primul bloc amplasat în secolul al XXI-lea. |         |
| 3                | 16:14, 29 iunie 2013                  | Primul nivel      | Ultimul bloc plasat înainte de moartea lui Manfred Laber.                                                                                      |         |
| 4                | 15:06, 9 septembrie 2023              | Primul nivel      | Cel mai recent bloc plasat și primul bloc a cărui instalare a fost transmisă în direct⁠(d).                                                     |         |
| 5                | 2033                                  | Primul nivel      | Următorul bloc. |         |
| 6                | 2043                                  | Primul nivel      | |         |
| 7                | 2053                                  | Primul nivel      | |         |
| 8                | 2063                                  | Primul nivel      | Ultimul bloc plasat pe primul rând. |         |
| 9                | 2073                                  | Primul nivel      | |         |
| 10               | 2083                                  | Primul nivel      | |         |
| 11               | 2093                                  | Primul nivel      | Ultimul bloc care va fi amplasat în secolul al XXI-lea. Blocul 11 marchează 100 de ani de la plasarea Blocului 1.                              |         |
| ⋮                |                                       |                   | |         |
| 64               | 2623                                  | Primul nivel      | Ultimul bloc plasat în primul nivel. |         |
| 65               | 2633                                  | Al doilea nivel   | Primul bloc plasat în al doilea nivel. |         |
| ⋮                |                                       |                   | |         |
| 100              | 2983                                  | Al doilea nivel   | Ultimul bloc plasat în cel de-al doilea nivel.                                                                                                 |         |
| ⋮                |                                       |                   | |         |
| 116              | 3143                                  | Al treilea nivel  | Ultimul bloc plasat în cel de-al treilea nivel.                                                                                                |         |
| ⋮                |                                       |                   | |         |
| 119              | 3173                                  | Al patrulea nivel | Penultimul bloc plasat. |         |
| 120              | 3183                                  | Al patrulea nivel | Ultimul bloc al monumentului. Blocul 120 va marca 1.190 de ani de la plasarea Blocului 1.                                                      |         |